# Lorenzo il Popolano
Lorenzo di Pierfrancesco de' Medici, detto il Popolano (Firenze, 4 agosto 1463 – Firenze, 20 maggio 1503), è stato un banchiere, politico e ambasciatore italiano, esponente del ramo cadetto Popolano (o del Trebbio) della famiglia Medici e cugino dell'omonimo Lorenzo il Magnifico.

## Biografia

### Educazione e gioventù
Nacque da Pierfrancesco il Vecchio e di Laudomia Acciaiuoli. Rimasto orfano di padre a soli 13 anni (1476), passò con il fratello Giovanni sotto la tutela del cugino Lorenzo il Magnifico, di 14 anni più grande e all'epoca signore di Firenze (dal 1469 al 1492), che lo allevò assieme ai suoi figli fornendogli un'educazione colta, con maestri di grande prestigio come il poeta Naldo Naldi, il filosofo Marsilio Ficino e il letterato Agnolo Poliziano. Marsilio Ficino gli indirizzò alcune lettere in questo periodo, appellandosi a lui come Laurentius minor, dove dispensava preziosi consigli, ammonimenti etici e altri princìpi formativi, mentre il Poliziano gli regalò alcuni libri e gli dedicò alcune sue opere.
Si applicò alla poesia, scrivendo alcune composizioni in volgare, fu committente e protettore di artisti e letterali, oltre ad essere un valido uomo d'affari, preso nell'impresa bancaria di famiglia e altri affari commerciali. La sua iscrizione alle Arti del Cambio (1480) e di Calimala (1485) avvenne assieme al fratello Giovanni, mentre fu da solo per quella all'Arte della Seta (1497). A diciassette anni era già membro della Balia, mentre nel 1483 fu inviato come ambasciatore in Francia, dove assisté all'incoronazione di Carlo VIII.

### Committente di Sandro Botticelli
In città Lorenzo abitava in alcune case su via Larga, attigue al Palazzo Medici, dove aveva collocato la sua collezione di libri rari e pregevoli dipinti, tra i quali spiccavano le opere di Sandro Botticelli de La Primavera (1477-78 circa) e la Pallade che doma il centauro (1482 - 1483), catalogate negli inventari del 1498, del 1503 e del 1516. Nella Primavera Lorenzo è forse ritratto come Mercurio, mentre sua moglie Semiramide d'Appiano d'Aragona, figlia di Jacopo III Signore di Piombino, sia raffigurata come la Grazia centrale che guarda verso di lui e verso la quale Eros sta per lanciare una freccia dell'amore; secondo altri studiosi sarebbero invece Giuliano de' Medici, che fu assassinato nella congiura dei Pazzi del 1478, e la sua amata, Simonetta Vespucci. Risulta più verosimile questa seconda ipotesi, poiché l'opera venne realizzata dal Botticelli quando Lorenzo aveva solo 15 anni: essendo difficile che si sia sposato così prematuramente, è più probabile che la persona effigiata dietro lo sguardo di Mercurio sia il volto del cugino Giuliano, morto proprio in quell'anno.
La Pallade invece pare che fosse stata commissionata in occasione delle nozze di Lorenzo, il 19 luglio 1482, con Semiramide, oppure per quelle di suo fratello Giovanni, con Luisa de' Medici, figlia del Magnifico, che però morì improvvisamente prima della data dello sposalizio. Alcune interpretazioni dell'opera vi vedono un consiglio dettato dal Magnifico a mitigare, tramite le loro consorti, il burrascoso carattere di Lorenzo minor e di suo fratello Giovanni.
Commissionò a Sandro Botticelli 100 disegni su pergamena, destinati ad illustrare un manoscritto della Divina Commedia. Oggi ne restano 92, distribuiti tra la Biblioteca Apostolica Vaticana e il Kupferstichkabinett di Berlino. Appartenevano inoltre a Lorenzo la villa del Trebbio, lasciata in eredità da Giovanni di Bicci a suo nonno Lorenzo il Vecchio (fratello di Cosimo il Vecchio), e la Villa di Castello, acquistata nel 1477, su indicazione del Magnifico.

### La rottura con Lorenzo il Magnifico
I rapporti con i due cugini però ebbero un rapido deteriorarsi dopo il 1478 per motivi economici, quando il Magnifico si rifiutò di dare ai figli di Pierfrancesco la parte loro spettante del patrimonio paterno che teneva in custodia, che aveva invece in parte utilizzato per far fronte a una crisi finanziaria del banco di famiglia. Il "Popolano" aveva anch'egli bisogno di liquidità per debiti contratti con il fisco, a causa dei quali il 1º ottobre 1484 fu eliminato dalle liste degli eleggibili per il Consiglio dei Duecento. La crisi venne ricomposta solo tramite l'intervento della magistratura a arbitrato, che si risolse senza accontentare nessuna delle due parti: i fratelli non ebbero indietro il denaro, ma la villa di Cafaggiolo e altre proprietà nel Mugello (1485).

### La seconda cacciata dei Medici
La pace con il ramo principale della famiglia sembrò comunque ristabilita, almeno fino alla morte del Magnifico (1492), quando Lorenzo si schierò contro il figlio del Magnifico, Piero il Fatuo, arrivando a rappresentare uno dei più importanti esponenti del partito contro il governo mediceo della città. Nel maggio 1494 Lorenzo e il fratello Giovanni venivano esiliati dalla città, ma con la discesa di Carlo VIII di Francia, essi si unirono al suo esercito e in seguito alla cacciata di Piero dopo la partenza del Re dalla città, fecero ritorno nel novembre dello stesso anno, assumendo da allora l'appellativo di Popolani per distinguersi dagli ingombranti parenti e ostentare la propria fedeltà verso la rinata Repubblica fiorentina. Lorenzo entrò così tra i venti "Accoppiatori" che avevano l'incarico di riformare il sistema amministrativo (per consentire la sua nomina fu abbassato il limite di età minima di 40 anni) e la sua figura assunse un tale risalto che da molti venne considerato come l'erede del primato culturale del Magnifico.

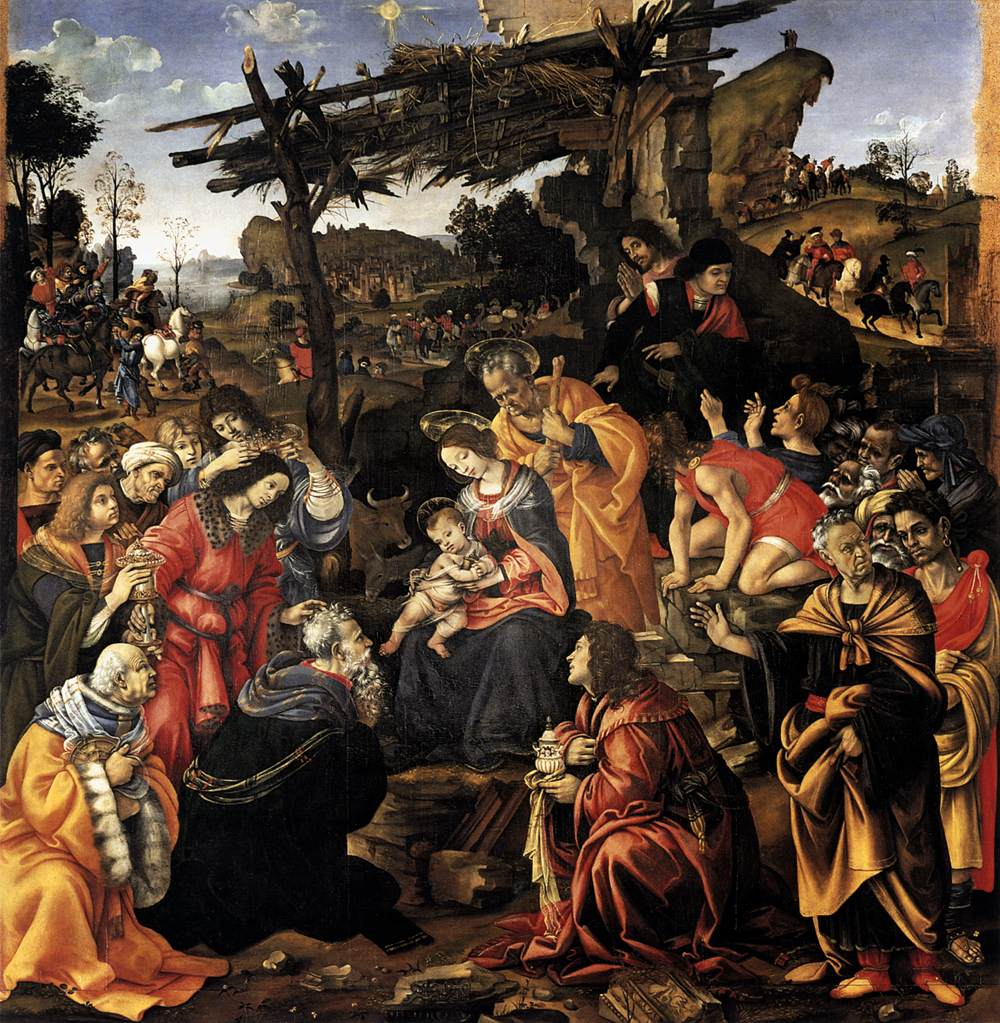
Filippino Lippi
Adorazione dei Magi, Uffizi.
I personaggi a sinistra sono stati individuati come Piefrancesco il Vecchio (inginocchiato) e i figli Lorenzo il Popolano (la figura al quale un paggio toglie la corona) e Giovanni il Popolano (l'uomo con il calice).

### Mecenatismo
Iniziò così un periodo di accorte attività diplomatiche, protezione di artisti (Botticelli e Michelangelo innanzitutto) e letterati (come Alessandro Braccesi e Bartolomeo Scala, che gli dedicarono alcune delle loro opere). Nel 1494 fondò una manifattura di ceramica, che poi trasferì a Cafaggiolo, mentre nel 1496 scrisse delle lettere di presentazione per Michelangelo che partì per Roma per la prima volta e fu accolto nell'ambiente dei banchieri fiorentini ivi residenti. Per lui Michelangelo aveva infatti scolpito un anno prima un San Giovannino, ad oggi perduto o ancora non individuato. Al Botticelli commissionò nuove opere, come gli affreschi nelle sue ville (Trebbio nel 1495, Castello nel 1497), che sono tutti andati perduti. Anche la celeberrima tavola della La nascita di Venere fu da lui commissionata per decorare la villa di Castello. Fu inoltre corrispondente dell'esploratore fiorentino Amerigo Vespucci, che a lui indirizzò alcune lettere circa la sua impresa nel nuovo mondo. Nel 1496 Filippino Lippi ritrasse Lorenzo, Giovanni e del padre Pierfrancesco nei panni dei Magi nella tavola dell'Adorazione dei Magi, dipinta per i monaci di Scopeto e oggi agli Uffizi.

### Maturità
Intanto il clima della città si andava animando degli estremismi di Savonarola, che divenne il governatore di fatto della città, mettendo in una luce sempre peggiore gli esponenti principali delle maggiori famiglie aristocratiche della città: per questo Lorenzo viaggiò spesso, soprattutto nelle Fiandre e soggiornò per lunghi periodi alla villa del Trebbio. Tornato a Firenze dopo la morte del fratello Giovanni (1498), fu inviato come ambasciatore al nuovo re di Francia Luigi XII, per rendere conto della conquista di Bibbiena, dove i repubblicani avevano sconfitto forze alleate a Piero il Fatuo e a suo fratello Giovanni, il futuro papa Leone X. Negli anni successivi, dopo la morte di Savonarola (1498), si discusse in città se affidare a lui il comando della repubblica come era stato nei tempi gloriosi del Magnifico, ma queste discussioni furono interrotte nel 1501, quando sulla figura di Lorenzo fu gettata l'ombra del sospetto di favorire il Valentino per una eventuale conquista della città. Non subì però condanne e morì pochi anni dopo a Firenze nel 1503.
L'unica monografia esistente in Italia su questo Medici è quella di Bruno Bonari, Lorenzo di Pierfrancesco dei Medici detto il Popolano, edito dalla C.T.E. Editore, Livorno 2019.

## Discendenza
Dal matrimonio con Semiramide Appiano ebbe 5 figli:
- Pierfrancesco (*1487 † agosto 1525)
- Averardo (*1488 †1495)
- Laudomia (*? †?)
- Ginevra (*? †?)
- Vincenzo (*? †?)

## Linea di successione
|                       |                           |                           |                      |                              |                           |                           |                                 |                                 |
|                       |                           |                           |                      | · Ramo Salvestro di Averardo |                           |                           |                                 |                                 |
|                       |                           |                           |                      |                              |                           |                           |                                 |                                 |
|                       |                           |                           |                      |                              |                           |                           |                                 |                                 |
|                       |                           |                           |                      | Lorenzo *1394 †1440          |                           |                           |                                 |                                 |
|                       |                           |                           |                      |                              |                           |                           |                                 |                                 |
|                       |                           |                           |                      |                              |                           |                           |                                 |                                 |
|                       |                           |                           | Francesco *? †?      | Francesco *? †?              | Pierfrancesco *1430 †1476 | Pierfrancesco *1430 †1476 |                                 |                                 |
|                       |                           |                           |                      |                              |                           |                           |                                 |                                 |
|                       |                           |                           |                      |                              |                           |                           |                                 |                                 |
|                       |                           |                           | Lorenzo *1463 †1503  | Lorenzo *1463 †1503          |                           |                           | Giovanni *1467 †1498            | Giovanni *1467 †1498            |
|                       |                           |                           |                      |                              |                           |                           |                                 |                                 |
|                       |                           |                           |                      |                              |                           |                           |                                 |                                 |
|                       | Pierfrancesco *1487 †1525 | Pierfrancesco *1487 †1525 | Averardo *1488 †1495 | Averardo *1488 †1495         | Vincenzo *? †?            | Vincenzo *? †?            | Ludovico [Giovanni] *1498 †1526 | Ludovico [Giovanni] *1498 †1526 |
|                       |                           |                           |                      |                              |                           |                           |                                 |                                 |
|                       |                           |                           |                      |                              |                           |                           |                                 |                                 |
| Lorenzino *1514 †1548 | Lorenzino *1514 †1548     | Giuliano *1520 †1588      | Giuliano *1520 †1588 |                              |                           |                           | Linea Granducale ·              | Linea Granducale ·              |

## Ascendenza
|                          |                   |                    | Genitori            |  |  | Nonni              |  |  | Bisnonni            |  |
|                          |                   |                    |                     |  |  | Lorenzo il Vecchio |  |  | Giovanni de' Medici |  |
|                          |                   |                    |                     |  |  | Lorenzo il Vecchio |  |  | Giovanni de' Medici |  |
|                          |                   | Piccarda Bueri     |                     |  |  | Lorenzo il Vecchio |  |  |                     |  |
| Pierfrancesco il Vecchio |                   |                    |                     |  |  | Lorenzo il Vecchio |  |  |                     |  |
|                          |                   | Ginevra Cavalcanti | Giovanni Cavalcanti |  |  |                    |  |  |                     |  |
|                          |                   | Ginevra Cavalcanti | Giovanni Cavalcanti |  |  |                    |  |  |                     |  |
|                          |                   | Ginevra Cavalcanti | Costanza Malaspina  |  |  |                    |  |  |                     |  |
| Lorenzo il Popolano      |                   | Ginevra Cavalcanti |                     |  |  |                    |  |  |                     |  |
|                          | Jacopo Acciaiuoli | Donato Acciaiuoli  |                     |  |  |                    |  |  |                     |  |
|                          | Jacopo Acciaiuoli | Donato Acciaiuoli  |                     |  |  |                    |  |  |                     |  |
|                          | Jacopo Acciaiuoli | Onesta Strozzi     |                     |  |  |                    |  |  |                     |  |
| Laudomia Acciaiuoli      | Jacopo Acciaiuoli |                    |                     |  |  |                    |  |  |                     |  |
|                          |                   | Costanza de' Bardi | Beltrame de' Bardi  |  |  |                    |  |  |                     |  |
|                          |                   | Costanza de' Bardi | Beltrame de' Bardi  |  |  |                    |  |  |                     |  |
|                          |                   | Costanza de' Bardi |                     |  |  |                    |  |  |                     |  |
|                          |                   | Costanza de' Bardi |                     |  |  |                    |  |  |                     |  |

## Opere teatrali su Lorenzo il Popolano
Alla figura di Lorenzo il Popolano è stato dedicato uno spettacolo scritto da Alessandro Riccio dal titolo Stesso sangue (2010). Lo spettacolo, risultato di ricerche di archivio, contrappone la figura del Popolano a quella del Magnifico e del figlio Piero, suo successore, mettendo a fuoco l'ambizione e il desiderio di potere che caratterizzò il suo atteggiamento. Lo spettacolo ha fatto parte della rassegna fiorentina "Il Mese Mediceo".